# Oleg Mieńszykow
Oleg Jewgieńjewicz Mieńszykow, ros. Олег Евгеньевич Меньшиков (ur. 8 listopada 1960 w Sierpuchowie pod Moskwą) – rosyjski aktor teatralny i filmowy.

## Życiorys
Po ukończeniu moskiewskiej Szkoły Dramatycznej występował w Teatrze Małym, w Centralnym Teatrze Akademickim Armii Czerwonej (w czasie służby wojskowej), a w latach 1985–1989 w Teatrze Jermołowej (m.in. rola Niżyńskiego). Na początku lat 90. wyjechał do Londynu. W 1992 zdobył prestiżową brytyjską nagrodę im. Laurence’a Oliviera za rolę Siergieja Jesienina w Gdy tańczyła. Później pracował w teatrach w kraju, głównie w stolicy. Wystąpił m.in. w Kaliguli oraz Idiocie na podstawie prozy Fiodora Dostojewskiego. W 1991 został wyróżniony nagrodą dla najlepszego aktora na Moskiewskim Festiwalu Teatralnym.
Na ekranie zadebiutował w 1981 w Krewniakach Nikity Michałkowa, z którym później współpracował jeszcze dwukrotnie. Początkowo grywał niemal wyłącznie w komediach. U Michałkowa stworzył swoje najbardziej znane i najwyżej ocenione kreacje – Mitji, prowadzącego zawoalowaną, śmiertelną grę o kobietę w nagrodzonych Oscarem Spalonych słońcem (1994) oraz bohaterskiego oficera carskiego w Cyruliku syberyjskim (1998). Do najciekawszych jego dokonań aktorskich wielu krytyków zalicza również rolę porucznika Saszy w Jeńcu Kaukazu, historycznym fresku Siergieja Bodrowa.
Międzynarodowy sukces Cyrulika syberyjskiego sprawił, że w 1999 wystąpił we francuskim filmie Régisa Wargnier Wschód-Zachód, w którym partnerował Catherine Deneuve i Sandrine Bonnaire. Obraz otrzymał nominację do Oscara w kategorii najlepszy film nieanglojęzyczny. W 2006 Mieńszykow wcielił się w tytułową postać w kolejnej adaptacji Doktora Żywago.
Jest laureatem rosyjskiej nagrody państwowej za całokształt osiągnięć artystycznych.
26 czerwca 2004 Mieńszykow ożenił się z 22-letnią (wówczas) Anastazją Czernową.

## Filmografia
- 2017: Przyciąganie jako pułkownik Liebiediew
- 2013: Legenda No. 17 jako Anatolij Tarasow
- 2011: Spaleni słońcem: Cytadela
- 2010: Spaleni słońcem 2
- 2006: Doktor Żywago jako Jurij Żywago
- 2005: Radca stanu jako Erast Petrowicz Fandorin
- 2003: Główny podejrzany: Ostatni świadek jako Milan Lukić
- 1999: Wschód-Zachód jako Aleks
- 1998: Cyrulik syberyjski jako Andriej Tołstoj
- 1996: Jeniec Kaukazu jako Sasza
- 1994: Spaleni słońcem jako Mitja
- 1984: Michał Łomonosow jako Dimitrij Winogradow
- 1982: Lot przez sen i jawę jako przyjaciel Alisy
- 1981: Komedianci